# 刘胡兰
刘胡兰（1932年10月8日—1947年1月12日），原名刘富兰，山西省文水县云周西村（今刘胡兰镇刘胡兰村）人，中国共产党地下工作者和预备党员，在第二次国共内战期间被铡死。刘胡兰死后，中共中央晋绥分局追认其为中共正式党员，毛泽东曾两次为她题词：“生的伟大，死的光荣”。其出生的镇也改名为刘胡兰镇。

## 生平
刘胡兰是中农家庭出身。母亲早亡，父亲刘景谦（1905－1984年1月1日）于1941年初娶胡文秀（1921－1986年3月10日）为妻。云周西村抗战时期是中共的根据地，革命气氛浓厚，号称“小延安”。继母积极投身于妇救会工作，并非常支持刘胡兰参加革命。刘胡兰8岁上村小学，10岁参加儿童团。1945年10月，刘胡兰参加了中共文水县委举办的“妇女干部训练班”。学习了一个多月，回村担任了村妇救会秘书。1946年5月，刘胡兰上调任文水县第五区妇女干事。1946年6月成为中共候补党员。
1946年秋天，阎锡山军队奪回了文水县。当地中共党员干部被迫向吕梁山后方根据地转移，刘胡兰因为年龄小易于隐蔽，被留下来繼續地下工作。
云周西村村长石佩怀（小名石大成）同阎锡山军队合作，递送情报。刘胡兰通过中共地下交通员将石佩怀的情况汇报给区长陈德照，陈德照汇报给文水县长许光远，许县长下令暗殺石佩怀。1946年12月21日晚，在刘胡兰的放哨掩护下，陈德照带领民兵和共方地下村长白裕河将石佩怀处死。

## 死亡

### 阎军调查
翌日下午，云周西村村公所书记张德润将石佩怀被杀情况报告给了驻大象镇的阎系军队一营，一营营长冯效翼和副营长侯雨寅闻讯后秘密来到了云周西村，张德润报告自己了解到的石佩怀被杀经过和村里地主被斗争的情况，以及共方在村里的干部、积极分子、干部家属的名字，计有：刘胡兰、张年成、石六儿、石五则、张生儿、韩拉吉、梅兰则、金仙儿等。
12月26日，大象镇“奋斗复仇自卫队”队长吕德芳和复仇队分队长武金川、白占林带着复仇队员来到云周西村调查石佩怀被杀事件。云周西村當地的农会秘书石玺玉（乳名石五则）曾因包庇地主段二寡妇，受到过刘胡兰的批评，后被撤销职务、开除党籍，故怀恨在心，把云周西村党组织成员名单全部出卖。
1947年1月8日，吕德芳率领的复仇队员和阎系（国民革命军第七十二师第二一五团）一营二连（由副营长侯雨寅、二连指导员张全宝、连长许德率领）包围了云周西村，抓捕了石三槐（地下交通员，情报人员）、石五则（村农会秘书）、石六儿（民兵）、张生儿（曾在中共文水县公安局工作过）、韩拉吉。5人被敌人带到大象镇据点，由吕德芳、许得胜、侯雨寅、孟永安（石佩怀的继任者）等人组成刑庭在大象镇武宗祠堂内审讯，韩拉吉、石五则、张生儿供出情报。当晚，一营营部把一份报告送到二一五团团部。团部召开了政务会议后，根据一营报告，给师部写了一份报告交给72师师长艾子谦。1947年1月11日，艾子谦给215团1营的指令（现存刘胡兰纪念馆）：
二一五團一營：報告悉，該營此次開展工作進行鬆懈，做法太軟，雲周西既有壞分子在活動，為何不積極設法剷除，致使村長遭到殺害，顯其該營警惕不高，做法不夠。今後做法要硬，去掉書生習氣，勿存婦人之仁，速將陳德照、劉胡蘭等扣獲歸案法辦，一則為石村長報仇，二則便利今後開展工作，借慰死者，以利將來。此令。艾子謙，中華民國三十六年一月十一日。

### 行刑
1947年1月12日上午，艾子谦、张全宝、吕德芳、许德胜等人率部进入云周西村，封锁了所有路口。将石三槐、石六儿、张年成、石世辉、陈树荣、刘树山抓到村南观音庙外西侧广场。村里群众也被驱赶到广场上来，复仇队分队长武金川从中抓出了刘胡兰。大胡子张全宝和许得胜宣布了7人的罪后，阎军连长称：“只要你说以后不再为共产党办事了，今天就可以活下来”。刘胡兰回答：“那可办不到”。阎军当着刘胡兰用铡刀连铡了6名成年中共党员 。刘胡兰仍然没有动摇，说：“我咋个死法？”阎军称“一个样”后，刘胡兰自己坦然躺在了铡刀刀座上，厉声说道：“死有什么可怕？铡刀放得不正，放正了再铡”，最后被斩首，时年14周岁。

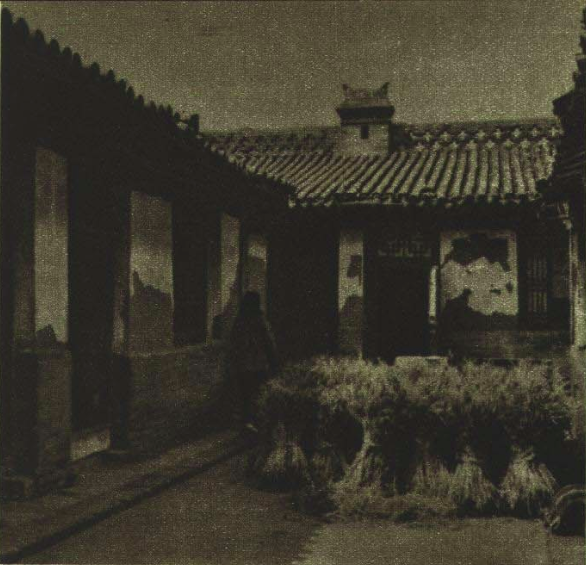
1952年的刘胡兰家

## 中共懲兇
以下人员被中国共产党认定为杀害刘胡兰的凶手或帮兇，被中共及中华人民共和国政府惩处。
奋斗复仇自卫队
- 1947年2月2日，王震将军属下的三五九旅攻进了文水县城，密谋杀害刘胡兰烈士的主犯之一，大象镇“奋斗复仇自卫队”队长吕德芳，在战斗中化装成商人，从文水东庄村向北逃窜，在宜儿村附近被八路军击毙[8]。
- 1947年2月5日，大象镇复仇分队长武金川在刘胡兰烈士就义处被处决[8]。
- 1947年2月18日，在大庙前人群中带走刘胡兰的复仇队分队长白占林，被大象镇民兵在保贤村扣捕，后被公安部门在中庄村处决[8]。
- 大象镇复仇队员、逮捕刘胡兰烈士的温乐德，1959年12月23日在大象镇被捕，1962年被判处有期徒刑7年[8]。
- 1951年复仇队员温乐德被依法管制[8]，于1962年被判处有期徒刑7年。

阎锡山军方
- 1949年山西解放后，曾亲自指挥铡死刘胡兰的阎军七十二师二一五团一营二连连长许德胜（“大胡子连长”）隐蔽在祁县贾令镇“万和堂”药店当炊事员。1951年镇压反革命运动中，被检举逮捕，1951年4月4日在祁县武乡村被处决。新华社播发了题为《杀害刘胡兰等烈士的凶手许德胜伏法》的消息。
- 1948年6月21日的介休“张兰战役”中，阎系二一五团团长关其华，一营营长冯效冀被解放军击毙[8]。
- 阎军七十二师二一五团一营副营长侯雨寅在解放后被逮捕，在镇压反革命运动中，坦白交待了原阎军七十二师二一五团一营二连指导员张全宝躲藏在山西万荣县家中。1951年6月24日，在云周西村刘胡兰就义地点，举行了文水县各界24 000多人参加的公审、镇压侯雨寅、张全宝大会，二人被就地枪决[8]。新华社又向全国播发了题为《杀害刘胡兰等烈士的凶手张全宝、侯雨寅在山西文水县云周西村伏法》的消息。
- 1954年8月，河南内乡县赤眉区公演歌剧《刘胡兰》，当演到大胡子连长指挥士兵铡刘胡兰的情景时，有个看戏的低声道：“哼，演得一点都不像。”此人即被群众揭发，经公安机关调查核实，这就是阎军七十二师二一五团一营营长朱永生，解放后潜逃后老家内乡在民办夜校当上了扫盲教师。1954年9月，朱永生被押回山西，同年冬天被处决。[9]
- 1963年4月，七十二师师长艾子谦因下令杀害刘胡兰等罪在洪洞被捕。1965年7月被判处无期徒刑，1975年12月特赦释放后定居洪洞，1983年1月5日在山西洪洞病逝。
- 其它被制裁的人员还有：原阎系七十二师政治部主任张称扶、二一五团政治主任夏家鼎、政治室秘书李天科、一营机枪连长李国卿、一营二连三排排长申灶胜、一排排长牛志义等人。阎系二一五团一营二连四排排长李保山1960年7月21日畏罪自杀[8]。

阎方行政人员
- 1947年秋，吕德芳的哥哥，文水县三青团书记、“三料特务”（指国民党、日軍、阎系）吕善卿，被处死[8]。
- 1947年7月，云周西村村长孟永安被从清徐煤矿追捕回来，后病死在监狱中。

中共叛徒
- 参与处死劉胡蘭的雲周西村共产党農會秘書石玺玉早在1947年10月就曾被晋绥区公安机关逮捕，但缺乏证据情况下于1947年12月23日释放。1958年，公安机关重新立案，投入大量人力物力收集证据，在1959年7月12日再次逮捕，1963年2月14日被枪决[10]。
- 1947年12月，韩拉吉因和乡公所指导员发生矛盾，被敌打死[8]。
- 石喜玉亦承认自己充当帮凶的杀人事实，被判处死刑[8]。
- 1962年，张生儿因参与杀害刘胡兰被判处有期徒刑10年[8]。
- 1963年2月14日，石五则被文水县人民政府枪决[8]。

## 身后
1947年1月12日，文水县五区宣传委员、县政府秘书杜杰率领武工队刚刚运粮上山，从康家堡下来时遇到从云周西村逃出的民兵，说：“云周西血流成河了，一下死了7个人啊！刘胡兰死得有骨气！”杜杰就把这个情况汇报给县长徐光远。在刘胡兰就义后不久，新华社吕梁分社记者李宏森随晋绥独二旅挺进文水县，听文水县长徐光远介绍云周西村惨案后，立即与独二旅宣传科长黄绍奎等赶到云周西村，向知情的陈德照、石世芳等区干部和村民做了详细采访，很快写成文章，由新华社晋绥总分社发了两条消息：一是《刽子手阎锡山屠杀文水人民，云周西村农民多人惨死于阎军铡刀铁蹄之下》，二是《只要有一口气活着，就要为人民幹到底——女共产党员刘胡兰慷慨就义》。新华社总社分别于1947年2月3日、4日两天向全国解放军各报发了通稿。延安《解放日报》和《晋绥日报》于1947年2月5日刊登了新华社播发的这两条消息。2月6日，《晋绥日报》又详细刊登了关于刘胡兰英勇就义的有关报道，同时还配发了一篇题为《向刘胡兰同志致敬》的评论。
1947年1月13日至3月7日，中共中央西北局派出“延安各界慰问团”，前往山西孝义、汾阳、文水、交城一带慰问汾孝战役与阎锡山军队作战的晋绥军区第二纵队王震部、晋绥军区第三纵队许光达部和晋冀鲁豫军区第四纵队陈赓部。慰问团团长崔田夫，副团长时任中宣部出版处处长的翻译家、出版家张仲实。1947年2月4日－18日，张仲实在文水县慰问活动期间，从《晋绥日报》上看到刘胡兰英勇就义的消息后，十分感动，当即请慰问团成员新华社的缪海棱和陕甘宁边区妇联的白凌云两人到云周西村具体了解。缪、白二人在云周西村详细了解刘胡兰的生平事迹，还找到了当时被胁迫参与行刑铡杀刘胡兰的两名群众了解刘胡兰最后就义经过详情。。在返回到陕西后，张仲实向任弼时汇报此事，次日任弼时告诉毛泽东。全面了解情况后，慰问团通过晋绥军区独立第五旅贺炳炎部向刘胡兰父母送去慰劳品及挽联一副，表示沉痛哀悼。中共吕梁区党委副书记解学恭向张仲实同志请示商量“如何在战区进行党员教育”的问题时，张仲实详细地向解学恭讲了刘胡兰英勇牺牲的生动情节，并说，刘胡兰是已知的中国共产党女烈士中年龄最小的一个，在铡刀面前，大呼：“怕死不当共产党。”张仲实代表西北局“延安各界慰问团”向吕梁区党委建议，应将刘胡兰作为在党内进行气节教育的榜样。1947年3月中旬张仲实回到子长县东吴家寨子中办机关驻地，过了几天坚持陕北战争的毛泽东、周恩来、任弼时等也从延安来到这里。3月25日张仲实向任弼时汇报了延安各界慰问团的活动经过和刘胡兰的英勇就义情形，以及吕梁区党委要求党中央为刘胡兰烈士题词的意见。张仲实说：“最好请毛主席写个匾，或题几个字。”任弼时答应将其意见转报毛泽东。1947年3月26日，中共中央主席毛泽东曾亲笔为劉胡蘭题词：“生的伟大，死的光荣”。1947年4月下旬，题词稿辗转送到文水县神堂村，中共县长徐光远亲手把题词交给区长陈德照，不久陈德照就把毛泽东的题词交给刘胡兰的继母胡文秀。后在战争中题词稿遗失。1948年6月11日文水县解放。
中共中央晋绥分局于1947年8月1日作出了追认刘胡兰烈士为中国共产党正式党员的决定。中共吕梁区委将刘胡兰的事迹印成专册，作为党组织的气节教育学习材料。
1956年12月底，共青团山西省委为纪念刘胡兰逝世10周年，恳请毛泽东主席为刘胡兰烈士重新题词，通过团中央办公厅转交中共中央办公厅。毛泽东于1957年1月9日第二次为刘胡兰题写“生的伟大，死的光荣”，题词于1月12日早晨由山西团省委派人送到云周西村刘胡兰烈士陵园。

## 家人
爷爷刘起成，奶奶石三农，大伯刘广谦，大娘权奴则。
- 父親劉景謙（1905－1984年1月1日），政协山西省委员会第二、三、四届委员[5]。
- 母親王变卿[7][14][註 2]，生于1914年，1931年嫁到云周西村，1937年9月去世。
  - 二妹劉愛蘭，亲眼目睹刘胡兰就义。1948年底，刘爱兰参军，被分配到了战斗剧社，在剧目《刘胡兰》的演出中扮演姐姐刘胡兰[16]，于山大附中毕业后参加工作，后提前病休在家[15]。
- 繼母胡文秀，1941年与劉景謙结婚。1954年，刘胡兰继母胡文秀当选了第一届全国人民代表大会代表，并出席了国庆五周年观礼。1975年又当选为文水县委常委，县人大常委会副主任。
  - 三妹劉芳蘭，1964年12月，由山西省军区命名的刘胡兰女民兵班成立，刘胡兰的妹妹刘芳兰为第一任班长。1968年参军，上了军医学校成为内科大夫，在山西省武警总队医院退休。丈夫石佩林，是与刘胡兰一起遇害的石三槐的儿子，担任过武警阳泉支队政委，后来转业到阳泉市公安局任副局长，已退休。
  - 大弟劉繼英，原名龍元，1968年入伍，从北京大学电子系毕业后被分配到陕西某部，后在山西省政法系统工作。妻子王秀珍，刘胡兰村人，曾担任过刘胡兰民兵班的副班长，从山西农业大学毕业后留校工作，后在太原理工大学上班[15]。
  - 二弟劉繼烈，原名潤元，1976年冬参军，后任文水县公安局党委副书记、副政委。

## 纪念

### 纪念馆

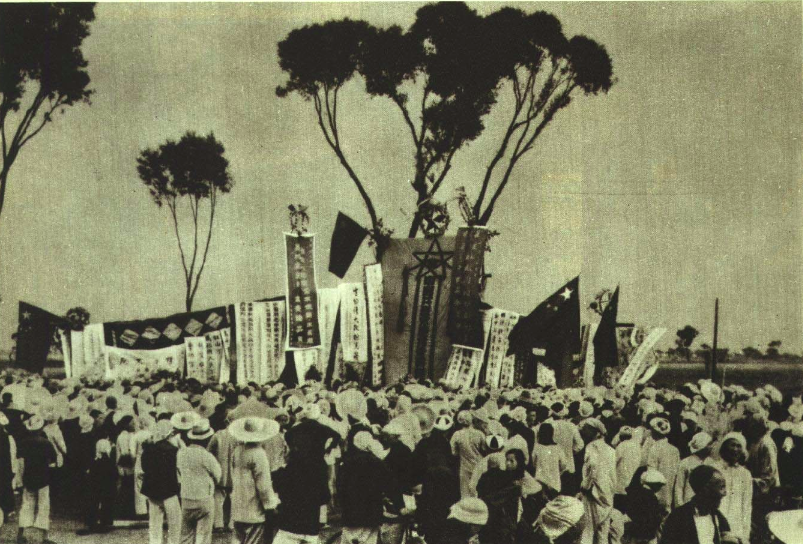
1951年6月24日，刘胡兰公祭

1956年，中华人民共和国政府开始在山西省文水縣修建劉胡蘭陵园，1957年1月劉胡蘭被处死10周年時落成并对外开放，1959年改称刘胡兰纪念馆。紀念館廣場上耸立着毛澤東題詞「生的偉大，死的光榮」的紀念碑。紀念館内陳列着刘的遺物、文獻資料、事迹展覽，以及中共领导人为其題詞的手迹。其墓座落在紀念館後松柏的蔭處，墓前矗立著8米高的漢白玉劉胡蘭塑像，東側「生死樹」下是劉胡蘭被捕處，旁邊的古廟是劉氏被審處，石雕花圈則是其被处决的地方。1994年2月2日，江澤民来到吕梁山为刘胡兰纪念馆题词「发扬胡兰精神，献身四化大业」。1997年6月，中共中央宣传部首批命名刘胡兰纪念馆为「全国百个爱国主义教育示范基地」。

### 其他

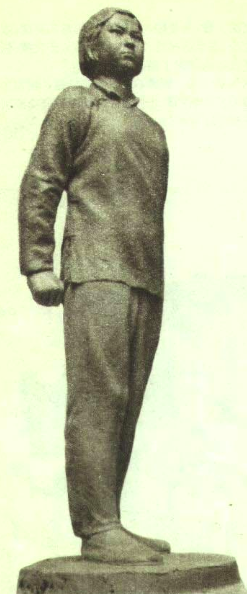
人民画报1952年2月刊，刘胡兰雕塑

河南郑州1950年代成立的刘胡兰副食联营商店，2003年后改为刘胡兰招待所。
青海省西宁市1957年成立的刘胡兰商店。
江西省九江市刘胡兰食堂，2010年被拆除。

## 轶事
关于名字
关于“刘胡兰”的名字，原名刘富兰。最早报道这一事件的新华社吕梁分社记者李宏森是湖北人，受湖北部分方言中“f”和“h”发音不易区分和以及当地方言影响，导致报道时误听错了姓名，记为了“刘胡兰”。新闻发出后得到了巨大反响，名字的错误已经不易修改。文化大革命时，刘富兰的继母胡文秀遭到批斗，指责其出卖了刘富兰。胡文秀在解释时将错就错，声称是自己将胡姓嵌入继女名中，以表自己的宠爱，而免以批斗。才有了刘胡兰名称是由继母早年更改的误传。
刘胡兰生前两次订婚，一次恋爱，牺牲后又经历过一场冥婚。
第一次订婚：1946年2月，双方家长为刘胡兰和同村青年陈德邻订婚，对方家长还送了财礼。但是在县上工作的陈德邻已经在外边恋爱订婚了，陈德邻和刘胡兰商定各自回家劝说父母解除婚约，把亲事退了。
第二次订婚：1946年秋经同村人说亲，刘胡兰同意了与隔院的白家孩子白梅的亲事，白梅在太谷县城一家药铺当学徒，平时很少回家。刘胡兰后来与入党介绍人、也是直接领导人吕梅交谈时，吕梅问：“太谷县城受阎匪统治，白梅在那里的情况你知道吗？”刘胡兰摇摇头，吕梅提醒刘胡兰“当一个共产党员要订婚的时候，那一定要考虑一下对方的政治条件，这是一个共产党员必须注意的问题。订婚问题，你再好好考虑一下吧。”刘胡兰随即让母亲想办法退掉了这门亲事。
1946年秋，八路军十二团三营三连连长王本固同志战斗负伤，被送到云周西村养伤，刘胡兰在照顾王本固过程中，两人产生了爱情。王连长把一条毛毯、一支钢笔和一副眼镜送给刘胡兰家，算是订亲的信物，后刘胡兰牺牲。
刘胡兰牺牲后，大伯刘广谦按当地习俗，安排和一起牺牲的同村34岁的石六儿阴婚。1957年1月，刘胡兰烈士陵园建成后，刘胡兰遗骨单独迁进陵园，方才结束。

## 文学作品
话剧《刘胡兰》
1947年1月，八路军晋绥军区战斗剧社的魏风经过在云周西村的7天调查走访，于2月3日写出了一个五幕话剧《刘胡兰》剧本并很快排练上演。刘胡兰的妹妹刘爱兰就在这个战斗剧社参军。
歌剧《刘胡兰》
1948年初，战斗剧社转战到了山西吉县的一个村子，由魏风、董小吾、刘莲池等人组成创作组，开始创作歌剧《刘胡兰》。陕甘宁晋绥联防军司令员贺龙指示：刘胡兰是“中国的卓娅”，战斗剧社一定要编好、演好刘胡兰。歌剧在河津县首演。战斗剧社渡黄河到陕北给西北野战军演出，西北野战军司令员兼政委彭德怀看过演出后说：“昨晚这个戏很好，就是要排这种鼓舞战士士气，增加战斗力的好戏，这就是文艺工作者对解放战争最大的贡献。”战斗剧社的歌剧《刘胡兰》前前后后共演出了100多场，主要是在战斗打响之前给战士们演出，效果非常显著，战士们往往都高喊着“为刘胡兰报仇”义无反顾地衝向战场。
电影《刘胡兰》
1950年由东北电影制片厂出品。

## 备注
1. ↑  民国34年（1945年）9月抗战胜利后，阎锡山政权在文水县城成立县政府，设城关镇、下曲镇、孝义镇、开栅镇、大象镇5个行政区，全县广大农村地区则为中共势力范围。民国36年（1937年）3月，阎锡山政府改划为大象乡等24个乡[5]。
2. ↑  一说王山妮[15]、王三妮[5]
3. ↑  有部分媒体说邻村[7][16]，但根据陈德邻的一篇自述，陈德邻出生在云周西村。